# 덕산역
덕산역(Deoksan station, 德山驛)은 대한민국 경상남도 창원시 의창구 동읍 용잠리에 있는 철도역으로 덕산선의 종착역이다.
1922년 경전선 상의 역으로 영업을 개시하여 2010년까지 완행급 여객열차가 적은 횟수로 정차, 여객취급을 하여 인근의 창원역과 진영역에 비해 여객취급 비중은 매우 적었으나, 군용화물 취급으로는 중요한 비중을 두고 있다. 때문에 2010년 12월 15일 경전선 복선 전철화 구간 개통이후로는 진영-덕산 구간의 선로가 폐선됨과 동시에 경전선 본선이 창원중앙역과 진례역을 경유하는 우회노선으로 변경되면서 기존 창원역과 이 역간의 선로가 덕산선으로 분리되고 여객 취급을 중지하였을 뿐, 역과 주변 철도시설 자체는 존치되었다.
역 건물의 지붕이 건물 외벽높이와 동일할 정도로 높으며, 다른 역에 비하여 역 건물과 승강장이 약간 멀리 떨어져 있다. 역사는 한국철도공사 선정 준철도기념물로 지정되었다.

## 역사
- 1922년 10월 16일 : 창원군 동면(현 창원시 의창구 동읍) 덕산리에서 무배치간이역으로 영업 개시
- 1929년 9월 16일 : 화물취급 개시[1]
- 1930년 2월 26일 : 소화물취급 개시[2]
- 1931년 4월 1일 : 현 위치로 이전, 보통역으로 승격[3]
- 1990년 1월 1일 : 소화물 취급 중지[4]
- 1995년 12월 20일 : 육군종합정비창선 개통
- 2010년 12월 15일 : 경전선 한림정 - 창원중앙 - 창원 신선 이설로 여객취급 중지, 창원역과 이 역 구간이 덕산선으로 분리[5]
- 2010년 12월 30일 : 화물 취급 중지[6]